# Uncomplicated Firewall
Uncomplicated Firewall é uma firewall desenhada para ser de fácil utilização. Utiliza uma interface de linha de comandos, e usa iptables para configuração.

## GUI for Uncomplicated Firewall
GUI for Uncomplicated Firewall, como o nome indica, é uma interface gráfica para a Uncomplicated Firewall. Já está incluída no Super Ubuntu.